# Пластинина, Кира Сергеевна
Ки́ра Серге́евна Пласти́нина  (1 июня 1992, Москва, Россия) — российский модельер и дизайнер, дочь российского бизнесмена Сергея Пластинина.

## Биография
Родилась 1 июня 1992 года в Москве, Россия.

## Kira Plastinina
Торговая марка «Kira Plastinina» — личный проект Сергея Пластинина (он изначально являлся генеральным директором компании «КП стиль», после чего на этом посту его сменила Ольга Фельдт). 14 марта 2007 года состоялся первый показ дизайнера Киры Пластининой и открытие первой студии стиля одноимённой марки Kira Plastinina в ТЦ «Европейский». В развитие данной марки в России, маркетинговую компанию и создание представительства в Китае, где на сторонних фабриках осуществляется производство одежды, Пластининым было вложено $35 млн, ещё примерно столько же вложено в развитие марки в США, где первоначально было открыто 12 магазинов, в конце 2008 года в связи с экономическим кризисом они были закрыты, а летом 2009 года в Лос-Анджелесе вновь было открыто два магазина. 
Образование получила в России, она окончила Высшие курсы дизайнеров. 
Осенью 2007 года американская фотомодель и актриса Пэрис Хилтон посетила московский магазин «Kira Plastinina», приняв участие в рекламной кампании марки. По некоторым данным, приезд Хилтон обошёлся Пластининой в $2 млн.
В сентябре 2008 года дебютировала со своей коллекцией «Весна-лето 2009» на Неделе моды в Милане.

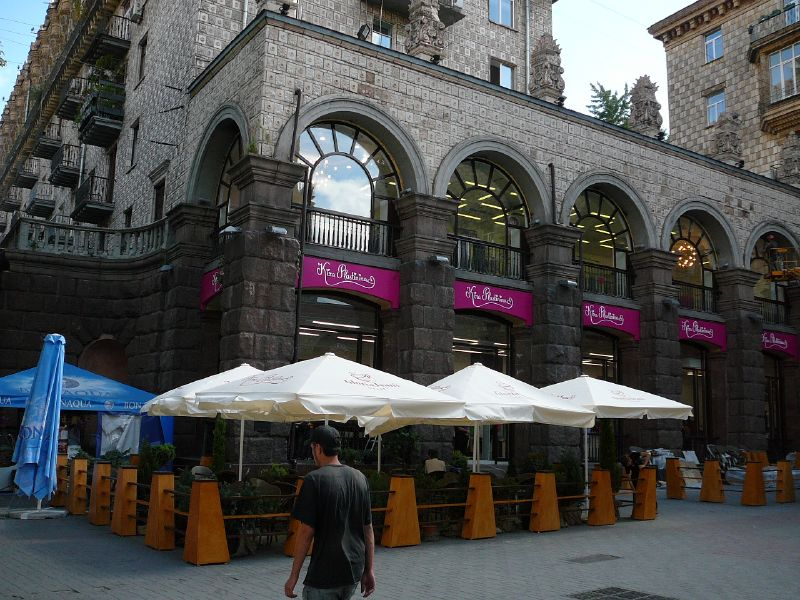
Один из магазинов Kira Plastinina

На начало 2011 года насчитывалось более 120 магазинов Kira Plastinina, причём они торгуют не только в России, но и в Казахстане, Белоруссии, Украине, США, Филиппинах, Китае, Италии и Великобритании. Стиль своего бренда Кира определила как «art-glamour-sportive-casual». Одежда Kira Plastinina относится к средней ценовой группе, так называемый масс-маркет, ориентирована на девушек 15-25 лет. Как утверждает сама Кира, она шьёт только такую одежду, которую хотела бы носить сама, поэтому 99 % её гардероба составляют вещи собственной марки.
В 2008–2013 гг. сеть насчитывала 279 магазинов Kira Plastinina в семи странах, Еще 56 бутиков в 16 странах работали под брендом Lublu. Но выйти на безубыточность компании так и не удалось.
В 2011 годах в рамках Volvo Fashion Week состоялся показ новой коллекции под названием «LUBLU». Главным гостем показа стала Джорджия Мэй Джаггер.

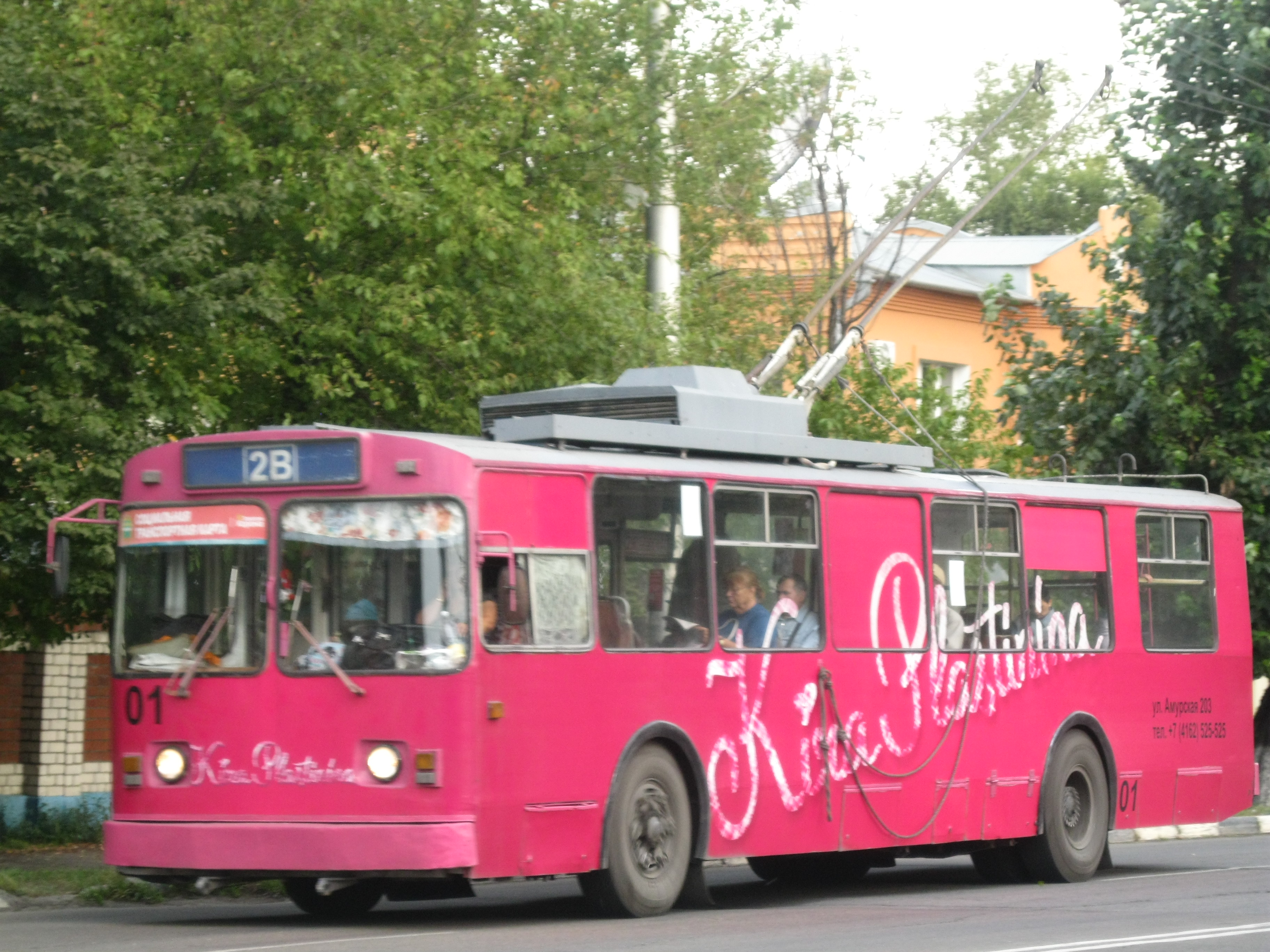
Реклама магазина на троллейбусе в Благовещенске (Амурская область)

В 2017 году компания «Kira Plastinina» обанкротилась. Тогда же Пластинина переехала в США и по состоянию на 2023 год работала вице-президентом по управлению инвестициями финансового холдинга Labora в Далласе. 
В 2020–2021 гг. контрагент ритейлера «Аю-текстиль» приобрела на торгах бренды группы – Kira Plastinina, «Кира и я», KP, «Кира Пластинина мануфактуры» и Lublu. Сейчас «Аю-текстиль» производит одежду под этими торговыми марками для региональных магазинов группы в числе 28 торговых точек.
В феврале 2023 года компания «Аю-текстиль» за 49,8 млн. руб. стала победителем торгов по продаже имущества фирмы «Озерские мануфактуры», которая владеет зданием фабрики на 3400 кв. м и производственным оборудованием в подмосковных Озерах, мощности предприятия позволяют выпускать 140 000 трикотажных и 250 000 текстильных изделий в год. 

## Личная жизнь
20 января 2017 года, после трёх лет отношений, вышла замуж за американского финансиста Трея Валлетта, возглавлявшего финансовый отдел крупнейшего международного онлайн-ателье Tinker Tailor. Свадьба прошла в мексиканском отеле Viceroy Riviera Maya на берегу Карибского моря, а продолжилась она медовым месяцем на Сардинии. На данный момент супруги проживают в штате Техас (США).

## Интересный факт
- В 2008 году снялась в дебютном клипе группы «БиС» на песню «Твой или ничей»[15][16][17].
- Имеет папильона Адель и английского бульдога по имени Пиппа.[18]